# Töredékek (Sanctuary – Génrejtek)
A Töredékek (Fragments) a Sanctuary – Génrejtek című kanadai sci-fi-fantasy televíziós sorozat második évadjának hatodik epizódja.

## Ismertető
|  | Alább a cselekmény részletei következnek! |

Rachel (Anne Marie DeLuise), aki kutatóként a Menedéknek is dolgozik, sokat segített Henrynek abban, hogy elfogadja, mi ő, férjét, Geraldot (Colin Cunningham) pedig a bátyjának tekintette. Henry éppen Rachellel beszél telefonon, amikor a nőt saját laboratóriumában megtámadja egy abnormális lény, Jack. A helyszínre érkezve súlyos sebesüléssel találnak Rachelre, és Jack, az eddig szelíd gyíkszerű lény eltűnt. Kate és Will a nyomában van, sikerül elkapniuk, és az ájult Rachellel együtt a Menedékbe viszik, miközben Henry feltérképezi és rögzíti az egész helyiséget.
Dr. Magnus és Nagyfiú Rachel sebeiben megtalálja az abnormális lény spóráit, a nő fertőzött. Úgy tűnik, Magnus nem képes őt megmenteni, ezért egy időre sztázisba helyezi, hogy lassítsa a folyamatot, a fertőzés terjedését, így egy kis időt nyer, hogy Gerald eddigi kutatási anyagainak segítségével megoldást találjon. Ezalatt Will és Kate a Henry által rögzített felvételek alapján felépített szobában próbálja összerakni az eseményeket.
Az elkeseredett Gerald dühében lelövi a lényt, Henry állítja meg őt. Will is megpróbál kommunikálni a jelbeszédre képes Jackkel. Jack éhes, de a felkínált étel nem kell neki, dühöngeni kezd. Ebből és a szobában található nyomokból Will és Kate rájön, hogy Gerald valamit beadhatott Jacknek, amitől a szelíd lény agresszívvá vált. Rachel kutatásai szerint a lény fajtája csak egy az élőhelyén termő gomba hatására agresszív.
Közben dr. Magnus beadja Rachelnek a ellenszert, ám annak leáll a szíve, nagy nehezen sikerül őt visszahozni, de továbbra is kómában van.
Gerald nyíltan kimutatja Henry iránti ellenszenvét, amiért Rachel több időt töltött vele és Jackkel, mint saját férjével, és mindig érezte, hogy felesége valójában Henryt szereti. Úgy érezte, lépnie kellett, ezért adta a gombát a lénynek. Késsel támad Henryre, hogy átváltozásra kényszerítse és farkas formájában megölje Geraldot, hogy ezzel egész életére furdalja a lelkiismeret tettéért. Sikerül őt lefegyverezni és Helen közben Rachel állapotát is stabilizálja.
Rachel és Henry bevallják egymás iránti érzéseiket, ám Henry nem vállalja be a kapcsolatot abnormális lénye miatt, és mert Geraldot a történtek után is a barátjának tekinti.
|  | Itt a vége a cselekmény részletezésének! |

## Fogadtatás
A mania.com oldalán olvashatunk pozitív és negatív visszhangról is. A cikk írója bírálta az epizódban feltűnő klisé-szerű orvosi jeleneteket, viszont Henry abnormális énje és vívódása jócskán adott érzelmi töltést a résznek. A Popsyndicate kritikája Henry Foss karakterét dicséri. Bár az epizód alapja a szerelmi háromszög volt, abnormális lény is szerepelt benne és Henry lézeres képrögzítő találmánya is remek volt, mégis maga Henry volt a rész középpontjában. Vele ellentétben Ryan Robbins alakítását szörnyűnek véli a cikk írója.
Az epizódban végzett munkájáért Todd Master, Holland Miller, Harlow Macfarlane, Werner Pretorius és Yukio Okajima 2010-ben Leo-díjat nyert a Legjobb smink drámai sorozat kategóriában.